# 792년

## 연호
- 당(唐) 정원(貞元) 8년
- 일본(日本) 엔랴쿠(延暦) 11년

## 기년
- 당(唐) 덕종(德宗) 13년
- 신라(新羅) 원성왕(元聖王) 8년
- 발해(渤海) 문왕(文王) 56년

## 사망
- 발해(渤海)의 공주(公主) 정효공주(貞孝公主)